# Trương Ái Linh
Trương Ái Linh (chữ Hán giản thể: 张爱玲; chữ Hán phồn thể: 張愛玲; bính âm: Zhāng Ailíng, tên tiếng Anh: Eileen Chang) (30 tháng 9 năm 1920 – 8 tháng 9 năm 1995) là một nhà văn nữ của Trung Quốc. Những tác phẩm nổi tiếng nhất của bà bao gồm Sắc, Giới (Lust, Caution) và Tình yêu khuynh thành (Love in a Fallen City).
Bà được chú ý vì những tác phẩm nói về những căng thẳng giữa nam giới và phụ nữ trong tình yêu. Bà cũng được một số học giả nhận định là một trong những tác giả văn học Trung Quốc xuất sắc nhất trong thời kỳ bà sống. Những miêu tả của bà về bối cảnh ở Thượng Hải và Hong Kong bị Nhật chiếm đóng trong những năm 1940 gây ấn tượng vì chỉ tập trung vào cuộc sống đời thường chứ không có những ẩn dụ chính trị như những nhà văn cùng thời khác.
Danh vọng và tiếng tăm của bà tương phản với cuộc sống cá nhân gặp nhiều trở ngại với những nỗi thất vọng, bi kịch, xa lánh và kết thúc bằng cái chết do bệnh tim vào tuổi 74.

## Thời trẻ
Sinh tại Thượng Hải, Trung Quốc, Trương Ái Linh tên thật là Trương Anh (张瑛), là con gái đầu của ông Trương Chí Nghi (張志沂) (1896–1953) và bà Hoàng Tố Quỳnh (黃素瓊) (1893–1957). Cả ông nội và ông ngoại của bà đều được biết đến như những quan lại có ảnh hưởng của nhà Thanh. Bà trải qua thời thơ ấu cùng với người cô là Trương Mậu Nguyên (張茂淵) (1898–1991).
Năm 1923, khi bà được 2 tuổi, gia đình bà chuyển đến Thiên Tân. Năm 1923, sau khi cha bà cưới thêm một người thiếp và bắt đầu nghiện thuốc phiện, mẹ bà bỏ sang Anh. Năm 1927, mẹ bà trở về và gia đình quay lại Thượng Hải. Năm 1930, bố mẹ bà ly hôn. Bà và em trai Trương Tử Tĩnh (張子静) (1921–1997) sống với cha.
Sau khi tốt nghiệp trung học, Trương Ái Linh xung đột với cha và mẹ kế. Ngay sau sinh nhật lần thứ 18, bà bỏ đến sống với mẹ và ở cùng mẹ cho đến khi vào đại học và chủ yếu sống ở Hong Kong.

## Học vấn
Trương Ái Linh bắt đầu đi học từ năm 4 tuổi. Mặc dù bà nói gia đình bà không theo đạo nhưng bà vào học một trường trung học Thiên Chúa giáo, trường nữ học Saint Maria, nơi bà học cả tiếng Trung lẫn tiếng Anh và tốt nghiệp năm 1937.
Năm 1939, bà nhận học bổng toàn phần của Đại học London nhưng không thể sang nhập học vì cuộc chiến tranh Trung Nhật đã nổ ra. Thay vào đó, bà học Văn học Anh ở Đại học Hong Kong, nơi bà gặp người bạn thân suốt đời Fatima Mohideen (mất năm 1995). Tháng 10 năm 1941, khi chỉ còn một học kỳ nữa là bà tốt nghiệp đại học, Hong Kong bị quân Nhật chiếm đóng. Bà quyết định trở về Trung Quốc với kế hoạch ban đầu là học nốt và lấy bằng tại Đại học Saint John, nhưng sau vài tuần, bà quyết định bỏ học vì vấn đề tài chính.

## Sự nghiệp
Khi bà được 10 tuổi, mẹ bà đổi tên bà từ Anh sang Ái Linh, một phiên âm của Eileen, để chuẩn bị xin vào một trường học tiếng Anh. Trong thời gian học trung học, bà đọc Hồng Lâu Mộng, một trong bốn tiểu thuyết kinh điển của văn học Trung Quốc, tác phẩm mà sau này ảnh hưởng lớn đến sự nghiệp của bà. Bà thể hiện tài năng văn học từ rất sớm qua các bài viết được đăng trên tập san của trường. Năm 12 tuổi, bà viết cuốn đoản thiên tiểu thuyết đầu tay.
Năm 1943, Trương Ái Linh gặp một biên tập viên nổi tiếng, Chu Sấu Quyên (周瘦鹃) và đưa ông xem một vài tác phẩm của mình. Với sự hậu thuẫn của ông, bà đã sớm trở thành nhà văn mới nổi tiếng tại Thượng Hải. Trong khoảng hai năm sau, bà đã viết một số tác phẩm nổi tiếng nhất của mình, bao gồm Tình yêu khuynh thành (Khuynh thành chi luyến - 倾城之恋) và Kim toả ký (金锁记).
Năm 1952, bà quay lại Hong Kong, làm công việc biên dịch cho Trung tâm Thông tin Hoa Kỳ trong 3 năm. Sau đó, năm 1955, bà rời Hong Kong đi Hoa Kỳ và không bao giờ trở lại Trung Quốc đại lục lần nào nữa.
Năm 1972, bà chuyển tới sống ở Los Angeles, California. Năm 1975, bà hoàn thành bản dịch tiếng Anh của cuốn Hải thượng hoa liệt truyện (海上花 列传), một cuốn tiểu thuyết nổi tiếng thời nhà Thanh của Hàn Bang Khánh (韩邦庆). Sau khi bà qua đời, các bản thảo của bản dịch tiếng Anh đã được tìm thấy trong số tập tài liệu của bà lưu trữ tại Đại học Nam California và đã được xuất bản.

## Hôn nhân
Năm 1943, Trương Ái Linh gặp người chồng đầu tiên, Hồ Lan Thành (胡兰成). Khi đó bà 23 tuổi và ông ta 37. Họ kết hôn vào năm sau trong một buổi lễ riêng tư. Fatima Mohideen là khách duy nhất tham dự. Trong thời gian từ năm 1943 đến 1945, Hồ Lan Thành lần lượt sống và làm việc ở Vũ Hán, Ôn Châu. Ông ta có một số mối quan hệ ngoài hôn nhân và tiếp tục cưới vợ khác. Năm 1947, hai người ly hôn.
Trong thời gian ở MacDowell Colony, New Hampshire, bà đã gặp người chồng thứ hai, nhà biên kịch người Mỹ, Ferdinand Reyher. Họ kết hôn vào ngày 14 tháng 8 năm 1956 và sống ở New York một thời gian ngắn trước khi quay về New Hampshire. Bốn năm sau, Trương Ái Linh trở thành công dân Mỹ và đến Đài Loan để tìm kiếm thêm cơ hội. Bà trở về Mỹ năm 1962. Tháng 10 năm 1967, Reyher qua đời sau một loạt cơn đột quỵ.

## Cái chết
Ngày 8 tháng 9 năm 1995, người chủ nhà của Trương Ái Linh phát hiện bà đã chết trong căn hộ của bà trên đại lộ Rochester ở Westwood, California. Việc bà qua đời và một số ngày sau thi thể mới được phát hiện cho thấy bà đã sống những ngày cuối đời trong sự xa lánh, cô độc. Giấy chứng tử của bà nói nguyên nhân cái chết là do bệnh tim mạch. Theo di nguyện của Trương Ái Linh, xác bà được hoả thiêu, không kèm theo bất cứ hình thức tưởng niệm nào và tro được rắc xuống Thái Bình Dương.
Bà để lại tài sản của mình cho Tống Kỳ (宋淇) Quảng Văn Mỹ (鄺文美) ở Hồng Kông, nhưng họ đã mất sau đó. Con trai và con gái họ, Roland và Elaine thừa kế quyền lợi từ những tác phẩm của bà. Roland là tác giả blog EastSouthWestNorth, một blog có tầm ảnh hưởng tại Hong Kong. Anh cũng từng nói về các tác phẩm của Trương Ái Linh.
Em trai của bà, Trương Tử Tĩnh, qua đời năm 1997. Cả ông và chị gái đều không có con, và gia đình không còn người nối dõi.

## Tác phẩm
- The Golden Cangue (Cái gông vàng, 1943) tiểu thuyết
- Love in a Fallen City (Khuynh thành chi luyến, 1943) tiểu thuyết
- Red Rose, White Rose (Hoa hồng đỏ, hoa hồng trắng, 1944) tiểu thuyết
- Half a Lifelong Romance (Bán sinh duyên, 1948) tiểu thuyết. Còn tên khác là Thập bát xuân
- Lust, Caution (Sắc, Giới, 1979) tiểu thuyết
- Hồng lâu mộng yểm

## Đánh giá
| “                            | Một nhà văn viết hư cấu đặc biệt sững sờ. | ” |
| — New York Times Book Review |                                           |   |

| “                | Một bậc thầy về truyện ngắn... Thế giới của Trương Ái Linh là một nơi chốn khắc nghiệt và u uẩn nơi con người đấu tranh để tìm thấy lối trong tình yêu nhưng thường thất bại dưới áp lực gia đình, truyền thống và tập tục. | ” |
| — The New Yorker | |   |

| “                | Trương Ái Linh, một tiểu thuyết gia và cây bút truyện ngắn nổi tiếng - người đã mài sắc những nghiên cứu tâm lý đầy tinh tế và ngôn từ chuẩn xác đã được ca ngợi như một bậc kỳ tài của văn học Trung Quốc hiện đại. | ” |
| — New York Times | |   |